# Liste der Bodendenkmäler in Irschenberg
Auf dieser Seite sind die Bodendenkmäler in der oberbayerischen Gemeinde Irschenberg zusammengestellt. Diese Tabelle ist eine Teilliste der Liste der Bodendenkmäler in Bayern. Grundlage ist die Bayerische Denkmalliste, die auf Basis des Bayerischen Denkmalschutzgesetzes vom 1. Oktober 1973 erstmals erstellt wurde und seither durch das Bayerische Landesamt für Denkmalpflege geführt wird. Die folgenden Angaben ersetzen nicht die rechtsverbindliche Auskunft der Denkmalschutzbehörde.

## Bodendenkmäler in Irschenberg
| Lage       | Objekt | Akten-Nr.     | Bild           |
| ---------- | --- | ------------- | -------------- |
| (Standort) | Burgstall des hohen und späten Mittelalters. | D-1-8137-0003 |                |
| (Standort) | Burgstall des hohen Mittelalters („Heimburg“). | D-1-8137-0004 |                |
| (Standort) | Untertägige frühneuzeitliche Befunde im Bereich der katholischen Allerheiligenkapelle Reichersdorf sowie Erdstall des hohen Mittelalters.                                                                                 | D-1-8137-0005 |                |
| (Standort) | Untertägige mittelalterliche und frühneuzeitliche Befunde im Bereich der katholischen Pfarrkirche St. Johannes der Täufer in Irschenberg und ihrer Vorgängerbauten.                                                       | D-1-8137-0136 |                |
| (Standort) | Untertägige spätmittelalterliche und frühneuzeitliche Befunde im Bereich der katholischen Filial- und Wallfahrtskirche St. Anian in Alb.                                                                                  | D-1-8137-0139 |                |
| (Standort) | Untertägige mittelalterliche und frühneuzeitliche Befunde im Bereich der katholischen Filialkirche St. Maria in Frauenried und ihres Vorgängerbaus.                                                                       | D-1-8137-0140 |                |
| (Standort) | Untertägige mittelalterliche und frühneuzeitliche Befunde im Bereich der katholischen Filialkirche St. Margaretha in Pfaffing und ihres Vorgängerbaus.                                                                    | D-1-8137-0147 |                |
| (Standort) | Untertägige mittelalterliche und frühneuzeitliche Befunde im Bereich der katholischen Filialkirche St. Leonhard in Reichersdorf und ihres Vorgängerbaus.                                                                  | D-1-8137-0149 |                |
| (Standort) | Untertägige mittelalterliche und frühneuzeitliche Befunde im Bereich der katholischen Filial- und Wallfahrtskirche St. Marinus und Aninan und der katholischen Kapelle St. Vitus in Wilparting und ihrer Vorgängerbauten. | D-1-8137-0151 |                |
| (Standort) | Burgstall des hohen und späten Mittelalters („Altenwaldeck“). | D-1-8237-0002 | weitere Bilder |
| (Standort) | Untertägige mittelalterliche und frühneuzeitliche Befunde im Bereich der katholischen Pfarrkirche St. Nikolaus in Niklasreuth und ihrer Vorgängerbauten.                                                                  | D-1-8237-0062 |                |